# Emmersweiler
Emmersweiler ist ein Ortsteil der Gemeinde Großrosseln im saarländischen Regionalverband Saarbrücken. Bis Ende 1973 war Emmersweiler eine eigenständige Gemeinde.

## Geschichte
Die ersten Aufzeichnungen über Emmersweiler stammen aus dem 14. Jahrhundert, aber schon lange vorher muss eine Siedlung bestanden haben. 1345 schenkte Johann von Bénestroff der Abtei Wadgassen 32 Schilling Metzer Währung „auf Emmersweiler“. Über die Bewohner ist vor 1633 in den Aufzeichnungen kaum etwas zu finden, lediglich, dass ein Einwohner „Pfennert Wiesen in Emmersweiler“ besaß. Die Bewohner ernährten sich durch Arbeit im Wald, durch Besenbinden und Betreiben von Ackerbau und Viehzucht. 1640 hatten Hungersnot und Pest als Folge des Dreißigjährigen Krieges die Bewohner dahingerafft. Von Ort blieb nur ein Trümmerhaufen übrig. Der Wiederaufbau begann erst Ende des 17. Jahrhunderts. Die Folklinger Kirchenbücher berichten, dass 1691 einige Familien in Emmersweiler wohnten. Die Einwohnerliste wird namentlich fortgeführt bis 1791. Die fürstliche Regierung schloss mit der französischen Regierung 1768 einen Tauschvertrag, wodurch bis dahin französische Gebietsteile mit Emmersweiler am 26. Oktober 1770 in den Besitz der Grafschaft übergingen. Fürst Ludwig von Nassau-Saarbrücken (1768–1794) befahl eine Teilung des Ackerlandes und der Wiesen. Dadurch konnten sich die Dorfbewohner in der Landwirtschaft etwas heraufarbeiten.
1798 kam Emmersweiler unter französische Herrschaft, die bis 1814 andauerte. Preußen übernahm 1815 das Gebiet und das Dorf konnte sich lange Zeit ungestört entwickeln. Ein weiteres Aufblühen begann, nachdem das Stieringer Eisenhüttenwerk 1847 errichtet und die Steinkohlengruben in Betrieb genommen wurden. Vorteile für Emmersweiler brachte dann der Bau der Eisenbahnlinie Großrosseln-Saarbrücken und der Straßenbahnlinie Kleinrosseln-Forbach nach 1909. Emmersweiler entwickelte sich in der Folgezeit rasch.
Im Rahmen der saarländischen Gebiets- und Verwaltungsreform wurde die bis dahin eigenständige Gemeinde Emmersweiler am 1. Januar 1974 der Gemeinde Großrosseln zugeordnet.
Seit 1993 besteht eine Partnerschaft mit der französischen Nachbargemeinde Morsbach.

### Einwohnerentwicklung
| Jahr | Einwohner | Quelle |
| ---- | --------- | ------ |
| 1815 | 160       | [ 3 ]  |
| 1858 | 326       | [ 3 ]  |
| 1900 | 474       | [ 3 ]  |
| 1922 | 835       | [ 3 ]  |
| 1961 | 1300      | [ 2 ]  |
| 1970 | 1425      | [ 2 ]  |
| 2015 | 1007      | [ 4 ]  |

## Katholische Kirche St. Barbara
Die heutige katholische Kirche St. Barbara ist der zweite Nachfolgebau der 1733 errichteten und 1844 durch den Kommunalbaumeister C. Hild aus Saarbrücken restaurierten Kirche die in den Jahren 1882 bis 1883 durch den damaligen Kommunalbaumeister Reinhold Wirtz erstmals ersetzt wurde und nach Erweiterungen durch den Architekten J. Trenz aus Völklingen 1949, 1960 wegen Baufälligkeit, geschlossen wurde.
Von 1965 bis 1967 wurde die Kirche nach den Plänen des Architekten Günter Kleinjohann errichtet. Der Künstler Hanns Scherl aus Wittlich brachte Bronzearbeiten ein und Ferdinand Selgrads Entwurf zu den Betonglasfenstern wurde 1966 ausgeführt.

## Galerie

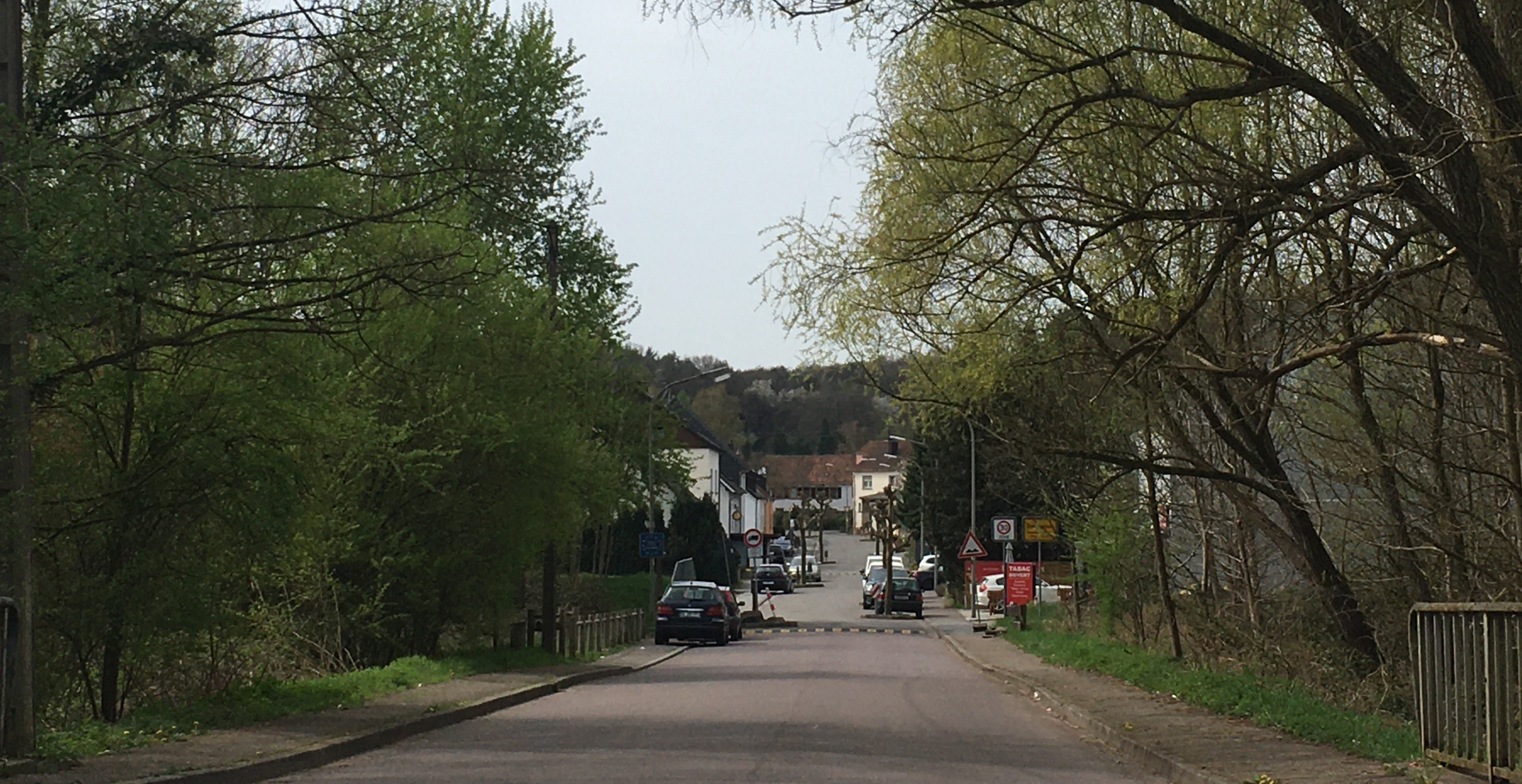
Ortseingang
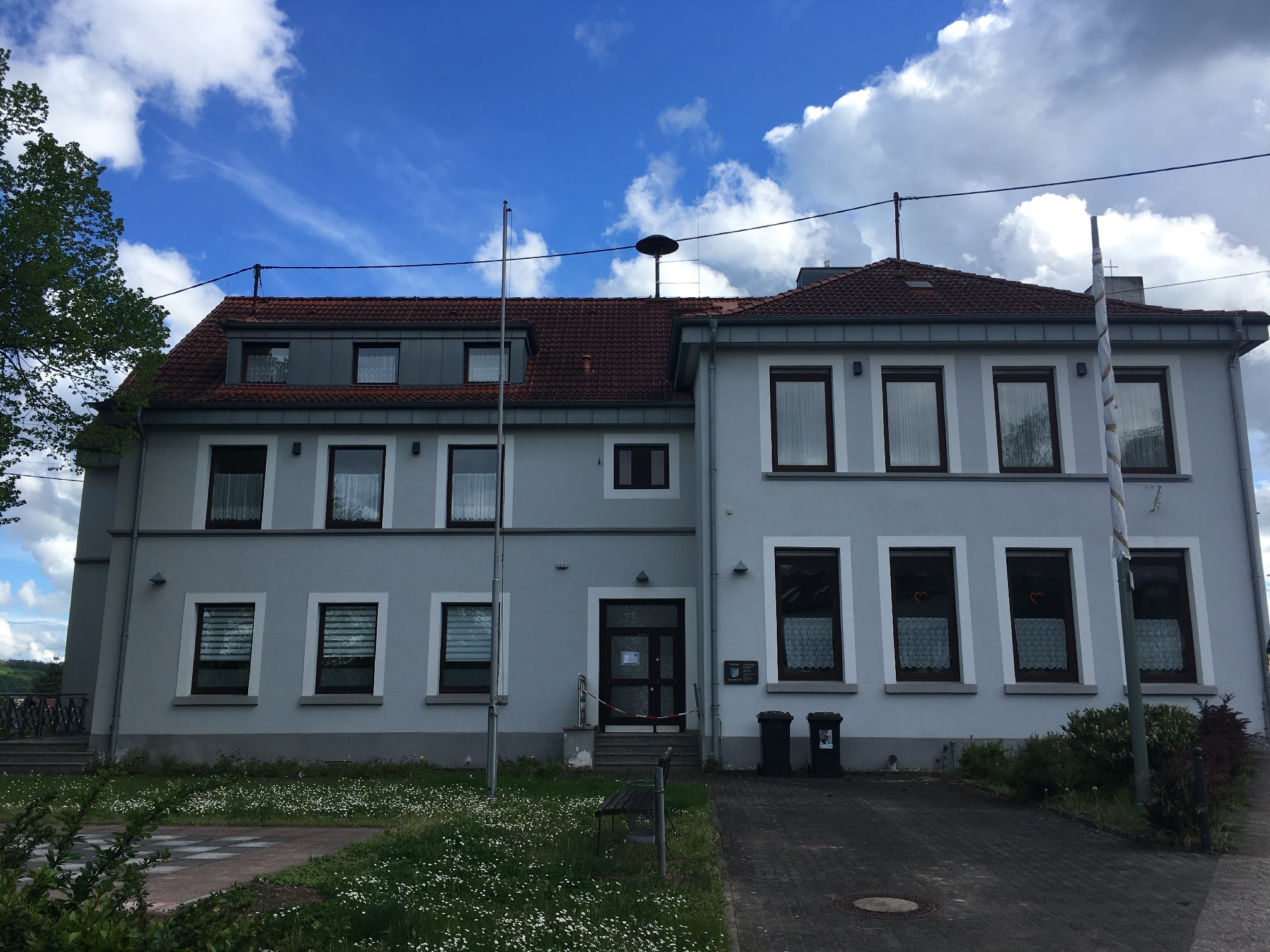
Alte Schule Emmersweiler
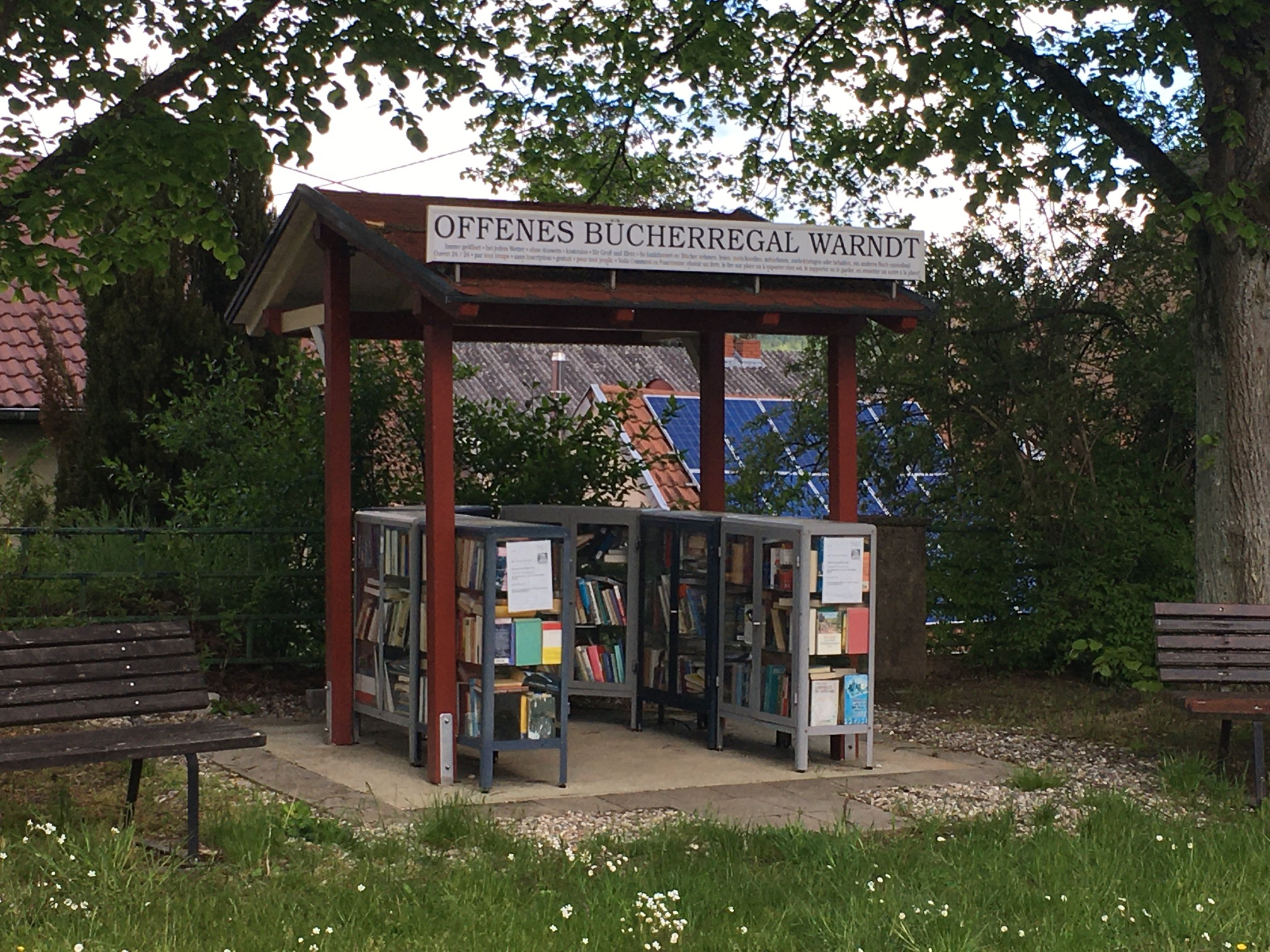
Offenes Bücherregal Warndt Emmersweiler
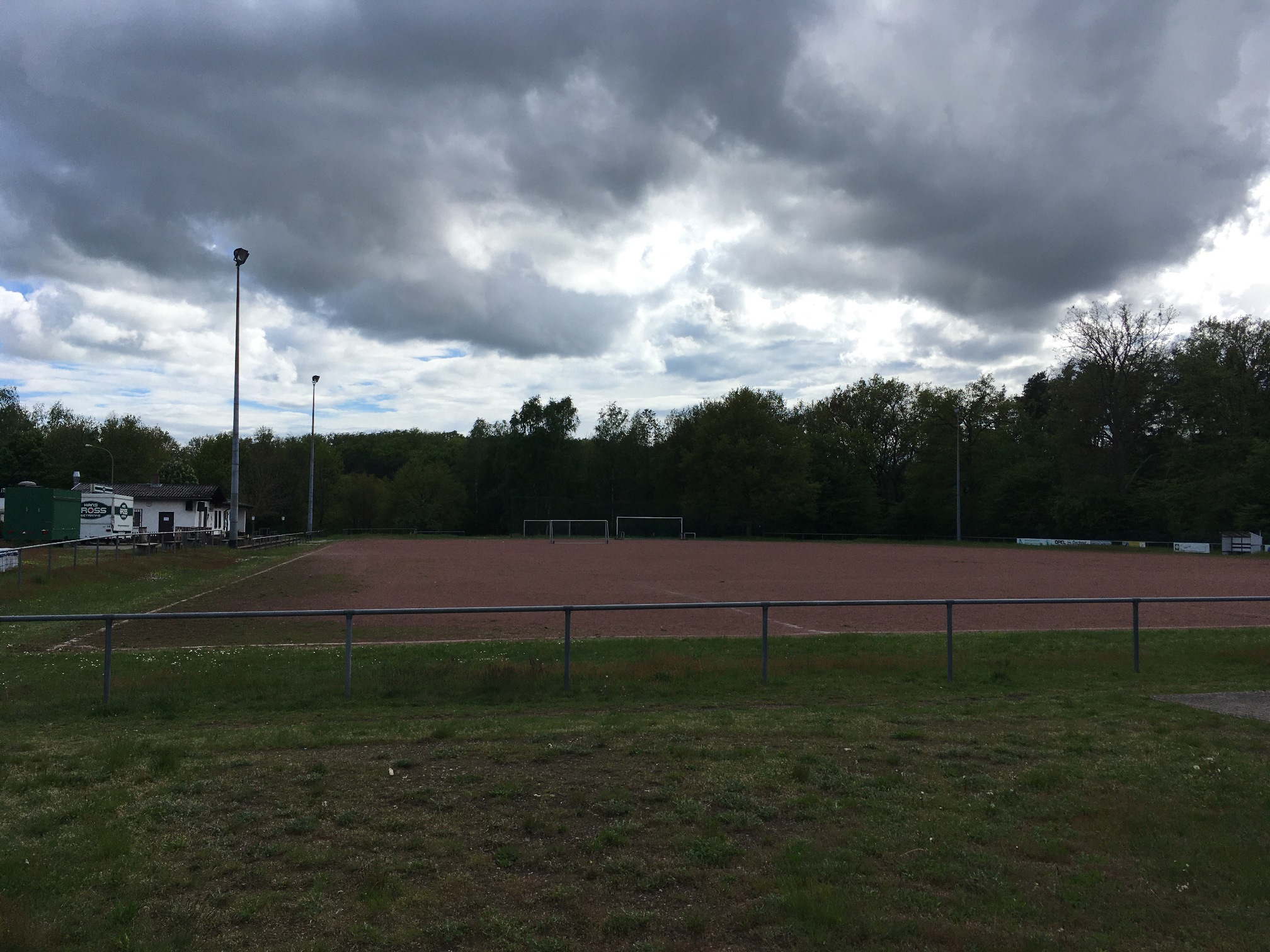
Sportplatz Emmersweiler
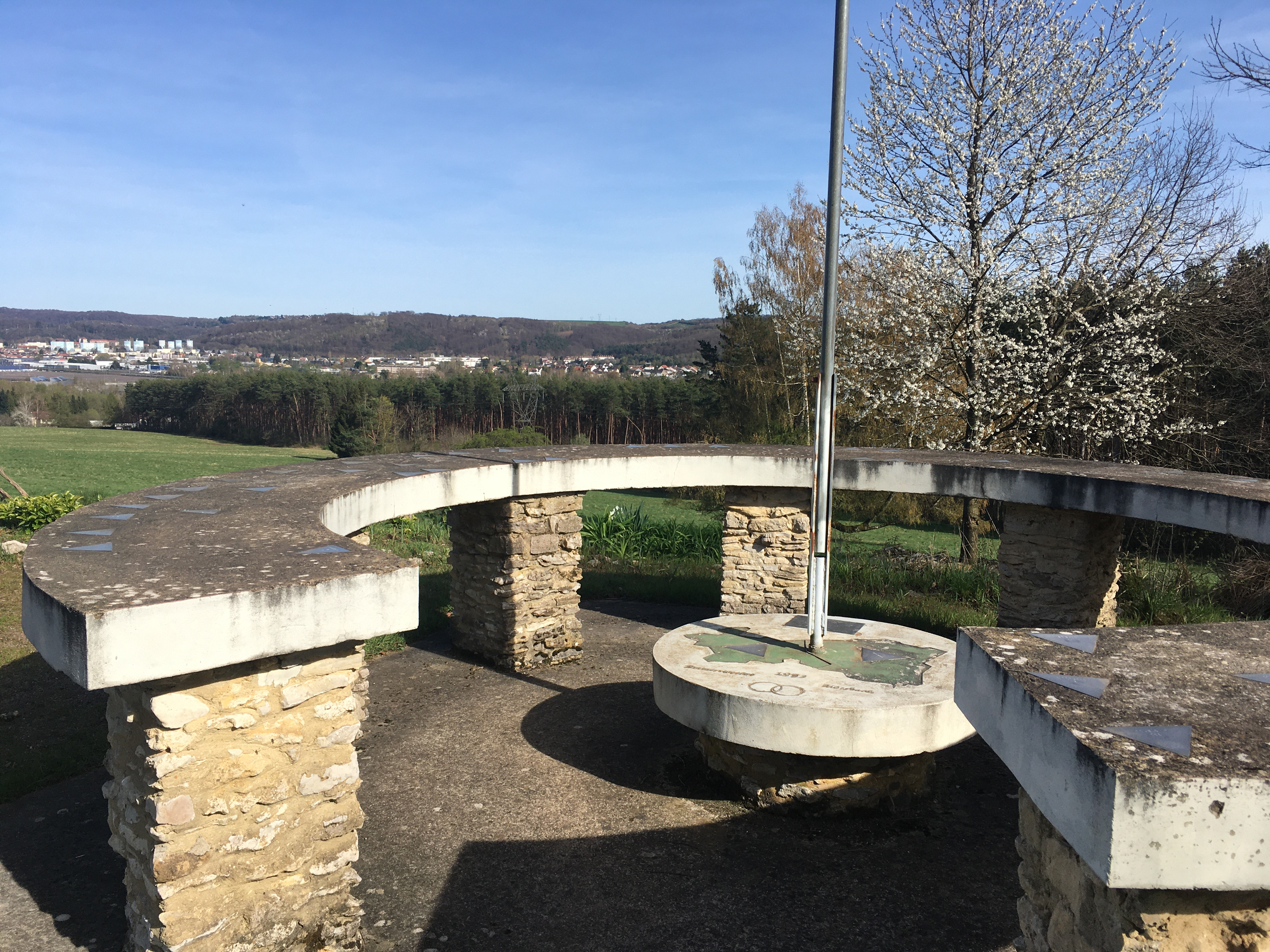
Rondell